# Estación Mercedes P.
Mercedes P. es una estación ferroviaria ubicada en la localidad argentina de Mercedes, partido de Mercedes, Provincia de Buenos Aires, Argentina. Es una estación intermedia del ramal Retiro - Junín que se detienen en esta estación. 

## Servicios
Es una parada intermedia del servicio de larga distancia Retiro-Junín de la empresa estatal Trenes Argentinos Operaciones.
Por sus vías corren trenes de carga de la empresa estatal Trenes Argentinos Cargas.

## Ubicación e Infraestructura
Se encuentra al sur del tejido urbano de la ciudad. En el predio entre las calles 6 y 12, y 17 y 19; frente a la estación del Ferrocarril Sarmiento, a 110 kilómetros de la estación Retiro.
La estación tiene características de apeadero, ya que no es la estación principal de la línea en la ciudad. Su objetivo es, debido a encontrarse frente a la estación del Sarmiento, permitir el intercambio de pasajeros entre ambas líneas.

## Toponimia
El nombre completo de la estación es "Mercedes Pacífico" ya que fue construida por la empresa Buenos Aires al Pacífico (BAP), que cumplía servicios que unían la ciudad de Buenos Aires con la ciudad de Mendoza.